# 12855 Tewksbury
A 12855 Tewksbury (ideiglenes jelöléssel 1998 HS32) a Naprendszer kisbolygóövében található aszteroida. A LINEAR projekt keretében fedezték fel 1998. április 20-án.